# Ferdinand Hruška
Ferdinand Josef Hruška (19. ledna 1815 Solnice– 18. února 1862 Litomyšl) byl rakouský soudce a politik české národnosti z Čech, v 60. a 70. letech 19. století poslanec Českého zemského sněmu.

## Biografie
Narodil se v rodině soukenického mistra v Solnici Josefa Hrušky a jeho manželky Barbory, rozené Hartmanové. Vystudoval práva, působil jako okresní soudce v Litomyšli.
Po obnovení ústavního systému vlády počátkem 60. let se zapojil i do vysoké politiky. V zemských volbách v roce 1861 byl zvolen do Českého zemského sněmu, kde zastupoval kurii městskou, obvod Litomyšl, Polička. Byl nezávislým českým kandidátem. Ve sněmu zasedal do své smrti, pak ho po doplňovacích volbách nahradil Jakub Jindra.
Zemřel v únoru 1862 na ochrnutí plic, ve věku 54 let.